# 137 (getal)
137 is het natuurlijke getal volgend op 136 en voorafgaand aan 138. Het is het 33e priemgetal en het vormt een priemtweeling met 139.

## In de wiskunde
- 137 is een viervoud plus 1, zodat dit priemgetal volgens de stelling van Fermat over de som van twee kwadraten kan worden geschreven als de som van twee kwadraten: {\displaystyle (4^{2}+11^{2})}.